# ژیان‌مرغک پیشانی‌سفید
ژیان‌مرغک پیشانی‌سفید (نام علمی: Acrochordopus zeledoni) گونه‌ای از پرندگان در زیرتیرهٔ Elaeniinae از تیرهٔ ژیان‌مرغان (Tyrannidae) است که در بولیوی، کلمبیا، کاستاریکا، اکوادور، پاناما، پرو و ونزوئلا یافت می‌شود.